# Jesús Iturralde
Jesús Iturralde Servín (* 1953 oder 1954; † 11. September 2012 in Mexiko-Stadt), auch bekannt unter dem Spitznamen El Camarón (dt. Die Krabbe), war ein mexikanischer Fußballspieler auf der Position eines Verteidigers.

## Laufbahn
Iturralde begann seine Laufbahn im Nachwuchsbereich des Club Universidad Nacional, bei dem er 1971 auch seinen ersten Profivertrag erhielt. „El Camarón“ spielte fast während der gesamten 1970er Jahre für die Pumas, mit denen er 1975 sowohl den mexikanischen Pokalwettbewerb als auch den Supercup und 1977 die mexikanische Fußballmeisterschaft gewann. In den beiden folgenden Spielzeiten 1977/78 und 1978/79 folgte jeweils noch eine Vizemeisterschaft.
Im Sommer 1979 wechselte Iturralde zum Club León, bei dem er seine aktive Laufbahn zu Beginn der 1980er Jahre beendete und anschließend bis 1990 als sportlicher Leiter tätig war. Danach arbeitete er in ähnlicher Funktion für verschiedene Vereine und war Vizepräsident der Delfines de Acapulco, bevor er zwischen 1998 und 2007 wieder ein langfristiges Engagement beim Club Atlante hatte.
„El Camarón“ Iturralde starb am 11. September 2012 an den Folgen eines Infarktes.

## Erfolge
- Mexikanischer Meister: 1977
- Mexikanischer Pokalsieger: 1975
- Mexikanischer Supercup: 1975